# JerryC
JerryC (en chino tradicional: 張逸帆, chino simplificado: 张逸帆, Hanyu Pinyin: Zhāng Yìfān; Taipéi, 31 de agosto de 1981), también es conocido por su nombre en inglés, Jerry Chang, es un guitarrista y compositor. Es más conocido por su canción Canon Rock, una transformación al estilo rock de la composición de Johann Pachelbel Canon in D. Empezó a tocar la guitarra a los 17 años y el piano a los 15. Su estilo se encuentra influenciado por la música clásica y por guitarristas neoclásicos, como también por bandas de metal melódico como Helloween.

## Canon Rock
Su famoso trabajo, Canon Rock, se hizo muy popular en Internet después de que el guitarrista sur-coreano Jeong-Hyun Lim realizase un cover en el 2005. La composición llamó mucho la atención de los medios de comunicación; apareció en diarios, blogs, shows de televisión y radios de alrededor del mundo. Su video puede ser descargado desde el sitio web oficial.
El perfil de Chang apareció en la revista Guitar World, junto a una transcripción de los tabs de Canon Rock.
Además, Canon Rock continúa vigésimo quinto en el top 100 de tabs de Ultimate Guitar Archives, con más de 2700 hits.

## Contrato discográfico
Chang ha firmado un contrato con la firma discográfica HIM International Music de Taiwán. Aunque HIM no ha anunciado aun oficialmente lo mismo, la compañía está creando un sitio web para él en el año 2007. En una carta a sus fanes algunos meses después, Chang confirma que el contrato se produjo y que estaba trabajando en conjunto con el cantante taiwanés Tank.